# Brăești (Iași)
Brăești è un comune della Romania di 3 210 abitanti, ubicato nel distretto di Iași, nella regione storica della Moldavia.
Il comune è formato dall'unione di 5 villaggi: Albești, Brăești, Buda, Cristești, Rediu.